# Li Boguang

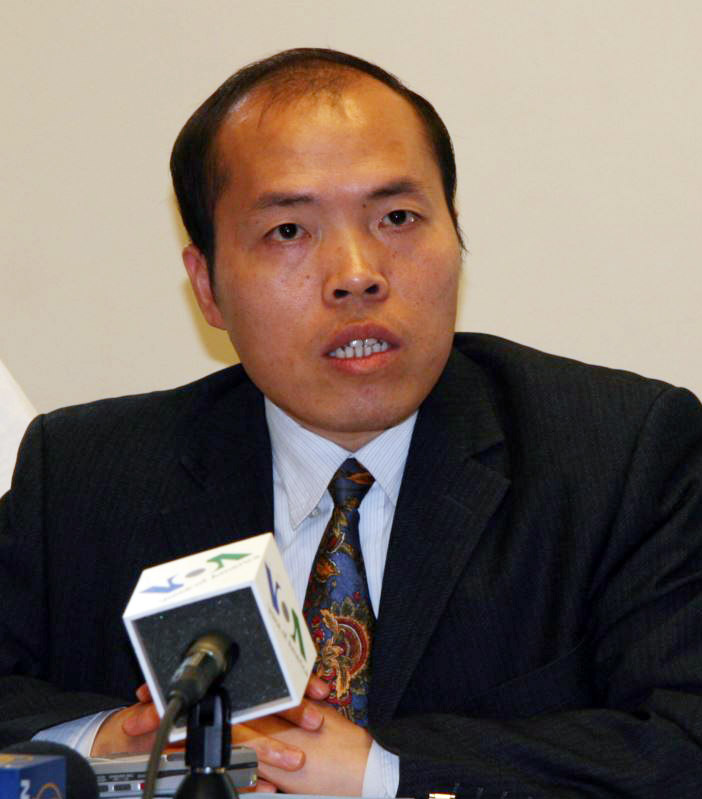
Li Boguang

Dies ist ein chinesischer Name; der Familienname ist Li.
Li Boguang (chinesisch: 李柏光; Pinyin: Lǐ Bóguāng; * Oktober 1968; † 25. Februar 2018 in Nanjing) war ein chinesischer Rechtswissenschaftler und Aktivist für Menschenrechte. Als Direktor des Quimin-Forschungsinstituts in Peking, unterstützte Li Landwirte, die Entschädigung für beschlagnahmtes Ackerland ersuchten. Li wurde nach seiner Beteiligung am Tangshan-Protest verhaftet, was dazu führte, dass Menschenrechtsgruppen international auf seine Lage aufmerksam wurden.
Im Jahr 2016 wurde Li Opfer eines tätlichen Angriffs. Er starb im Februar 2018,  wobei die chinesische Regierung seinen Tod auf eine Lebererkrankung zurückführte. Dies löste eine Kontroverse aus, da die Medien sein Ableben angesichts der Menschenrechtsbilanz der chinesischen Regierung als „verdächtig“ bezeichneten.

## Involviert in Bauernrechte
Li Boguang studierte Philosophie, Politik und Recht an einer Universität in China.
Li wurde im Jahr 2004 in der internationalen Gesellschaft bekannt, als er sich bemühte, Landwirten zu ihrem Recht zu verhelfen. Zusammen mit Yu Meisun und Zhào Yán stand Li den Landwirten in der Provinz Hebei mit Ratschlägen zur Seite. Diese Landwirte waren umgesiedelt worden, um Platz für den Taolinkou-Stausee zu machen, der sich etwa 100 Kilometer östlich von Peking befand. Die Landwirte behaupteten, dass die Entschädigungsfonds von Beamten der örtlichen Regierung unterschlagen worden seien. Unter der Leitung von Zhang Youren, ein Bauernaktivist, unterzeichneten mehr als 11.000 vertriebene Bauern eine Petition, die die Entlassung des kommunalen Parteisekretärs Zhang He, forderte. Der Tangshan-Protest führte zur Inhaftierung von Zhang Youren und einer Niederschlagung der Rechtsaktivisten.
Im selben Jahr veröffentlichte Li einen Artikel, der die Auswirkungen der Korruption auf das Leben der Landwirte untersuchte. Der Artikel mit dem Titel „Can Citizens Dismiss a Mayor“ (können Bürger einen Bürgermeister entlassen) wurde im Modern Civilization Pictorial, Nr. 12 veröffentlicht.
Berichten zufolge soll Li Boguang auch Landwirte in Fu’an, einer Küstenstadt im Norden der Provinz Fujian, beraten haben. Wieder wollten Landwirte bei der Zentralregierung, bezüglich eines Streits wegen Land, petitionieren.
Sowohl in Fujian als auch in Hebei soll die Polizei Druck auf die Dorfbewohner ausgeübt haben, damit sie Li Boguang und andere Aktivisten denunzieren. Li wurde am 14. Dezember in Fu'an verhaftet und angeklagt, Landwirte betrogen zu haben. Die Polizei soll sein Haus in Peking durchsucht und Computer und Dokumente beschlagnahmt haben.
Im März 2005 berichtete die Agence France-Presse, dass Li Boguang unter der Bedingung freigelassen worden sei, dass er in Peking bleibe und keinen Kontakt zu Landwirten oder anderen aufnehmen werde, die wegen Missbrauch durch örtliche Beamte bei der Regierung petitionieren wollen. Das tatsächliche Datum seiner Freilassung wurde später als 21. Januar angegeben.
Es wurde berichtet, dass Li mit der Fangzhou-Kongregation, einer chinesischen Hauskirche im Pekinger Stadtteil Chaoyang, verbunden gewesen sein soll. Weitere Mitglieder der Kirche sind der Menschenrechtsanwalt Gao Zhisheng, und Yu Jie, Gründer der chinesischen Zweigstelle der internationalen P.E.N.
Mitglieder der Fangzhou-Kongregation versammelten sich in einer Wohnung oder einem inoffiziellen Ort, um zu beten. Am 15. Januar 2006, einem Sonntagnachmittag, erhielten sie Besuch von zwei Pekinger Polizisten in Uniform und zwei Polizisten in Zivil. Die Beamten sagten, dass sie diese Kirchengemeinde untersuchen müssten. Die Polizisten beschuldigten die Gemeinde, dass sie „den Frieden gestört“ und eine rechtswidrige Versammlung vorgenommen hätten. Die Begründung dafür war, sie hätten den Ort, an dem sie ihren Sonntagsgottesdienst abhielten, nicht offiziell genehmigen lassen. Danach folgten gegenseitige Vorwürfe und ein Tauziehen der Videokameras. Man könnte fragen, warum der ganze Wirbel wegen einer unerheblichen Hauskirche; dies geschah wegen der allgemein bekannten „Unruhestifter“ in dieser Gemeinde. Einer von ihnen war Yu Jie, ein offenherziger Schriftsteller, der Chinas erste P.E.N.-Vereinigung gegründet hatte. Diese Vereinigung ist eine Schriftstellergruppe, die Redefreiheit fordert.
Li verstarb am frühen Morgen des 25. Februar 2018, zwei Tage nach dem bei ihm Leberkrebs diagnostiziert wurde.